# Hudba 20. století
Hudbou 20. století je míněna klasická hudba evropského typu, vytvořená v období od roku 1901 do roku 2000. Jakkoli je tento pojem zařazen mezi hudební směry, není fakticky reprezentantem kategorie tohoto typu, neboť neoznačuje žádný umělecký směr či styl, ale je definován historickým obdobím.
Je tomu tak proto, že 20. století je stylově velmi rozmanité a nejednotné, proto by bylo prakticky nemožné klasifikovat ho podobným způsobem jako epochy předešlé. Vzhledem k tomu, že z definovaných hudebních směrů obsahuje stejně tak hudební modernu, jako neoklasicismus, poválečnou avantgardu, serialismus či aleatorickou hudbu atd., tedy směry, charakterizované samy o sobě sémanticky nejednotným způsobem, je odborná i faktická cena této kategorie rovna nule a lze ji tedy považovat za výhradně pragmatickou.